# Побегаєв Віктор Юрійович
Віктор Юрійович Побегаєв (нар. 8 травня 1963, Братське, Миколаївська область, УРСР) — радянський та український футболіст, нападник, український футбольний тренер.

## Життєпис
Вихованець футбольної школи «Локомотива» (Київ), перший тренер — Віктор Рибалов. Розпочинав дорослу кар'єру, виступаючи в чемпіонаті Київської області за команду села Вишневе. З 1984 року грав у чемпіонаті Української РСР серед КФК за команду «Машинобудівник» (Бородянка), яка представляла екскаваторний завод. Володар Кубка Української РСР серед колективів фізкультури.
У 1987 році перейшов в клуб «Динамо» (Ірпінь), який був фарм-клубом київського «Динамо». З 1988 року команда представляла Білу Церкву. Побегаєв був провідним форвардом команди, відзначився понад 30 голами, а в сезоні 1990 році з 14 голами увійшов в десятку найкращих бомбардирів зонального турніру другої ліги.
Навесні 1991 року перейшов у клуб третього дивізіону Чехословаччини «Букоза» (Вранов-над-Топлоу), відзначився 5 голами в трьох матчах. У наступному сезоні виступав за команду «Єднота» (Кошиці), у другому дивізіоні. Напередодні старту сезону 1992/93 років три команди з Кошиць об'єдналися в клуб «Кошиці», який отримав місце в другому дивізіоні. За підсумками сезону клуб став володарем Кубка Словаччини і вийшов у фінал останнього в історії Кубка Чехословаччини, де з рахунком 5:1 сенсаційно переміг празьку «Спарту», Віктор став автором двох голів у фіналі. У турнірі другого дивізіону форвард став переможцем та найкращим бомбардиром (16 голів). У сезоні 1993/94 років футболіст разом з клубом виступав у вищій лізі Словаччини і брав участь у Кубку кубків, де зіграв 4 матчі і відзначився голом у воротах «Жальгіріса».
У початку 1994 року повернувся в Україну і протягом шести сезонів виступав за команду з Бородянки («Гарт», «Система-Борекс»), відзначився понад 60 голами у професіональних змаганнях. У 1995-1996 роках був граючим головним тренером, потім до 2003 року працював асистентом.
Виступав за команду ветеранів з Бородянки, вигравав Кубок України та грав за ветеранську збірну країни.

## Статистика виступів за кордоном
| Сезон            | Матчі | Голи | Клуб              |
| ---------------- | ----- | ---- | ----------------- |
| II ліга 1991/92  | 30    | 9    | «Єднота» (Кошиці) |
| II ліга 1992/93  | 30    | 16   | «Кошиці»          |
| I ліга 1993/94   | 15    | 6    | «Кошиці»          |
| ЗАГАЛОМ у I ЛІЗІ | 15    | 6    |                   |

## Досягнення
- Кубок Чехословаччини
  -  Володар (1): 1992/93